# Periophthalmus malaccensis
Periophthalmus malaccensis és una espècie de peix de la família dels gòbids i de l'ordre dels perciformes.

## Morfologia
Els mascles poden assolir els 9 cm de longitud total.

## Distribució geogràfica
Es troba a Singapur, Indonèsia i a les Filipines.